# نيفيل نيل
نيفيل نيل (بالإنجليزية: Neville Neil)‏ هو قسيس جامايكي، ولد في 17 مارس 1917 في أبرشية سانت إليزابيث ‏ في جامايكا، وتوفي في 22 مايو 2009.